# Горностаев, Андрей Васильевич
Андрей Васильевич Горностаев (бел. Андрэй Васільевіч Гарнастаеў; род. 9 июля 1971, Белорусская ССР) — белорусский футболист, нападающий.

## Карьера
Футбольную карьеру начинал в мини-футбольном клубе «Стройзаказ», вместе с которым по итогу сезона 1992/1993 стал победителем чемпионата и обладателем Кубка Белоруссии. В большой футбол пришёл в 1993 году, пополнив состав брестского «Динамо». На протяжении 5 сезонов футболист был одним из ключевых игроков динамовцев, также несколько раз сыграл за вторую команду клуба. В июле 1997 года перешёл в минское «Торпедо» и также выступал за минский «Реал». В 1998 году перешёл в новополоцкий «Нафтан-Девон», в котором провёл 2 сезона. Позже в списке футболиста также были такие клубы как «Лунинец», минский «Локомотив», «Руденск», МТЗ-РИПО и несвижский «Верас». Вместе с МТЗ-РИПО в 2003 году футболист стал серебряным призёром Первой Лиги. В 2007 году сыграл единственный матч за минский клуб «Налоговик» в Кубка Белоруссии.

## Достижения
Мини-футбол
 «Стройзаказ»
- Чемпион Белоруссии — 1992/93
- Обладатель Кубка Белоруссии — 1992/93